# CJGO-FM-1
CJGO-FM-1 aussi connue sous le nom O Abitibi est une station de radio québécoise située à Rouyn-Noranda, Québec diffusant sur la fréquence 95,7 MHz sur la bande FM avec une puissance de 26 100 watts. Elle appartient à Arsenal Media.

## Histoire

### CKRN
CKRN a été lancé le 2 octobre 1939 à la fréquence 1 370 kHz avec une puissance de 250 watts. RN signifie Rouyn-Noranda. La fréquence a changé pour 1 400 kHz le 29 mars 1941. La station appartenait en 1941 à Jack Kent Cooke, qui l'a revendu en 1943 pour cinq fois son prix d'achat à Radio Rouyn-Abitibi Ltee. qui opère aussi CHAD à Amos et CKVD à Val d'Or. Les stations appartenait à Radio Nord Inc. en 1957 et CKRN-TV fut lancé. La puissance fut augmentée à 1 000 watts le jour et 250 watts la nuit en 1969 et était affiliée au réseau Radio-Canada. En 1979, CKRN était affilié au réseau Télémédia. Jusqu'au lancement de la station CJMM-FM 99,1 le 17 juin 1988, CKRN était la seule station locale provenant de Rouyn-Noranda.

### CHGO-FM-1

Logo de Go Radio X (2009-2012)

Le 7 avril 1998, Radio Nord obtient la permission du CRTC pour convertir ses stations sur la bande FM. L'année suivante, l'antenne de Val d'Or (CHGO-FM) diffuse à la fréquence 104,3 MHz avec une puissance de 100 kW (éliminant la station CHAD Amos) alors que son antenne de Rouyn-Noranda (CHGO-FM-1) diffuse à la fréquence 98,3 MHz avec une puissance de 862 watts (qui fut changé pour 95,7 MHz avec une puissance de 26,1 kW en août 1999). La station CKLS-FM de La Sarre avait déjà été convertie sur la bande FM en 1997, achetée par Radio Nord en 1998 et est devenue CHGO-FM-2, puis CJGO-FM plus tard. Les trois stations diffusaient alors sous le nom de GO-FM sous un format rock classique.
Le 23 février 2009, RNC Media crée le Groupe Radio X avec comme station chef CHOI-FM 98,1 FM de la ville de Québec, et CHGO-FM-1 devient Go Radio X en diffusant de la musique rock alternative.

### CJGO-FM-1
Le 6 août 2010, le CRTC approuve la demande de RNC Media de modifier l'antenne de Rouyn-Noranda pour l'associer à CJGO-FM de La Sarre au lieu de CHGO-FM de Val d'Or dans le but de cibler le marché publicitaire de l'Abitibi Ouest, différent du marché de l'Abitibi-Est.

### Capitale Rock
Le 9 janvier 2012, les trois stations de Go Radio X sont devenues Capitale Rock, un concept ayant pris naissance en juillet 2010 à Gatineau par la station CFTX-FM. Cette station de Gatineau devient Pop en septembre 2016, laissant seules les stations de l'Abitibi continuer sous Capitale Rock.

### De RNC Média à Cogéco Média
En avril 2018 Cogeco Média annonce la conclusion d'une entente pour faire l'acquisition de 10 stations de radio régionales de RNC Média pour la somme de 18,5 millions de dollars,. En octobre 2018 le CRTC approuve la transaction entre Cogéco et RNC Média, avec cette approbation, RNC met fin à ses activités de radiodiffusion dans la région qui avaient débuté en 1948, avec les stations radio AM de CKRN, CHAD et CKVD. Le 6 mai 2021, Arsenal Média annonce avoir conclu une entente avec Cogeco Média. Dans le cadre de celle-ci, Cogeco Média deviendrait propriétaire de la station CILM-FM située au Saguenay-Lac-Saint-Jean et Arsenal Média deviendrait propriétaire des stations Capitale Rock. Conditionnelle à l'approbation du CRTC, elle est approuvée le 24 mars 2022. Le 25 avril 2022, l'entreprise devient officiellement propriétaire des stations CHGO-FM, CJGO-FM et CHOA-FM et cède la station CILM-FM à Cogeco Média.
Capitale Rock est devenu O Abitibi le 24 mai 2022, rejoignant un réseau d'Arsenal Media.

## Programmation
Les trois stations de Capitale Rock diffusent la même programmation, sauf les publicités locales et les matchs de Hockey des Huskies de Rouyn-Noranda sur CJGO-FM et les matchs des Foreurs de Val-d'Or sur CHGO-FM.

## Animateurs actuels
- Simon Landry (C'est plus l'Fun le Matin!)
- Stéphanie Dubuc « Nini Tornade » (Le meilleur du rock)
- Max Viau (Rock'n Road)
- Evans Bergeron (La Compilation, Légendes du Rock Édition Week-end, Les Weeks-ends « Meilleur du Rock »)

### Collaborateurs
- Ron Fournier, (Bonsoir les sportifs, de Montréal)
- Michel Villeneuve, (Les amateurs de sports, de Montréal)